# Sólntsevo (Kursk)
Sólntsevo (ruso: Со́лнцево) es un asentamiento de tipo urbano de Rusia, capital del raión homónimo en la óblast de Kursk.
En 2021, el asentamiento tenía una población de 3622 habitantes. En su territorio no hay pedanías.
Se ubica a orillas del río Seim, unos 50 km al sureste de la capital regional Kursk, sobre la carretera 38K-026 que une Oboyán con Mantúrovo. Junto con varias localidades rurales del entorno, forma una conurbación de más de seis mil habitantes, en la que vive más de la mitad de la población del raión.

## Historia
Fue fundado en 1887 como una aldea (derevnia) llamada "Korovino" (Коровино), en un territorio que formaba parte de un señorío de la familia noble Sontsovy. Pese a haberse fundado inicialmente como una aldea, se desarrolló notablemente en las décadas posteriores como poblado ferroviario del Ferrocarril del Sureste, al albergar una estación en la línea de Kursk a Bélgorod. La Unión Soviética le dio en 1967 el estatus de asentamiento de tipo urbano con su topónimo actual.